# Kururunfa
Kururunfā (jap. 久留頓破, kin. Kunlunfa) är en  Karate Kata från Okinawa i grundskolan Shōrei-ryū som övas inom skolorna Gōjū-ryū och Shitō-ryū.
Kururunfā härrör från en kinesisk kata kallad Kun Lu eller Kururun-Ha. Kururun betyder beständig, Ha betyder bryta. Katans kinesiska namn avser den Kampkonst som tränades i buddhisklostret på berget Kun Lun. Det japanska namnet kan ledas tillbaka på en bergväkterska med namnet Yama Gamae.

## Genealogi
|           |          |          |          |          |          |  |  |            |            |            |            |            |            |  |  | Wushu            |                  |                  |                  |                  |                  |  |  |           |           |           |           |           |           |  |  |  |  |  |  |  |  |
|           |          |          |          |          |          |  |  |            |            |            |            |            |            |  |  |                  |                  |                  |                  |                  |                  |  |  |           |           |           |           |           |           |  |  |  |  |  |  |  |  |
|           |          |          |          |          |          |  |  |            |            |            |            |            |            |  |  | Naha-te          |                  |                  |                  |                  |                  |  |  |           |           |           |           |           |           |  |  |  |  |  |  |  |  |
|           |          |          |          |          |          |  |  |            |            |            |            |            |            |  |  |                  |                  |                  |                  |                  |                  |  |  |           |           |           |           |           |           |  |  |  |  |  |  |  |  |
|           |          |          |          |          |          |  |  |            |            |            |            |            |            |  |  |                  |                  |                  |                  |                  |                  |  |  |           |           |           |           |           |           |  |  |  |  |  |  |  |  |
|           |          |          |          |          |          |  |  | Shōrei-ryū | Shōrei-ryū | Shōrei-ryū | Shōrei-ryū | Shōrei-ryū | Shōrei-ryū |  |  | Uechi-ryū        | Uechi-ryū        | Uechi-ryū        | Uechi-ryū        | Uechi-ryū        | Uechi-ryū        |  |  | Ryūei-ryū | Ryūei-ryū | Ryūei-ryū | Ryūei-ryū | Ryūei-ryū | Ryūei-ryū |  |  |  |  |  |  |  |  |
|           |          |          |          |          |          |  |  | Shōrei-ryū | Shōrei-ryū | Shōrei-ryū | Shōrei-ryū | Shōrei-ryū | Shōrei-ryū |  |  | Uechi-ryū        | Uechi-ryū        | Uechi-ryū        | Uechi-ryū        | Uechi-ryū        | Uechi-ryū        |  |  | Ryūei-ryū | Ryūei-ryū | Ryūei-ryū | Ryūei-ryū | Ryūei-ryū | Ryūei-ryū |  |  |  |  |  |  |  |  |
|           |          |          |          |          |          |  |  |            |            |            |            |            |            |  |  |                  |                  |                  |                  |                  |                  |  |  |           |           |           |           |           |           |  |  |  |  |  |  |  |  |
| Gōjū-ryū  | Gōjū-ryū | Gōjū-ryū | Gōjū-ryū | Gōjū-ryū | Gōjū-ryū |  |  | Shitō-ryū  | Shitō-ryū  | Shitō-ryū  | Shitō-ryū  | Shitō-ryū  | Shitō-ryū  |  |  | Shindo jinen ryū | Shindo jinen ryū | Shindo jinen ryū | Shindo jinen ryū | Shindo jinen ryū | Shindo jinen ryū |  |  |           |           |           |           |           |           |  |  |  |  |  |  |  |  |
| Gōjū-ryū  | Gōjū-ryū | Gōjū-ryū | Gōjū-ryū | Gōjū-ryū | Gōjū-ryū |  |  | Shitō-ryū  | Shitō-ryū  | Shitō-ryū  | Shitō-ryū  | Shitō-ryū  | Shitō-ryū  |  |  | Shindo jinen ryū | Shindo jinen ryū | Shindo jinen ryū | Shindo jinen ryū | Shindo jinen ryū | Shindo jinen ryū |  |  |           |           |           |           |           |           |  |  |  |  |  |  |  |  |
| Kyokushin |          |          |          |          |          |  |  |            |            |            |            |            |            |  |  |                  |                  |                  |                  |                  |                  |  |  |           |           |           |           |           |           |  |  |  |  |  |  |  |  |